# Representación (derecho)
En Derecho, la representación es la declaración de voluntad destinada a producir efectos en un ámbito jurídico distinto del sujeto que la realiza. Es una figura jurídica por la cual lo que una persona ejecuta o celebra en nombre de otra, facultada por la propia persona representada o designada por la ley para representarla, y que produce efectos jurídicos de esa actuación en la esfera patrimonial y jurídica del representado.
La representación en sentido general, es un fenómeno jurídico que implica la actuación de una persona a nombre de otra, es una de las instituciones más utilizadas y uno de los mejores inventos jurídicos, ya que a partir de ella, una persona capaz adquiere el don de la ubicuidad, es decir, puede romper con esa barrera física, la cual no le permitiría estar en dos lugares apartados a la vez para celebrar actos jurídicos, permitiéndole celebrar el mayor número de ellos y obtener los mayores provechos posibles al celebrarlos, haciendo que no sufra ningún menoscabo, en esa libertad contractual que tutela el Derecho.
Según el Código Civil y Comercial de la Nación (Argentina) "La representación es voluntaria cuando resulta de un acto jurídico, es legal cuando resulta de una regla de derecho y es orgánica cuando resulta del estatuto de una persona jurídica" (Capítulo 8, Representación, Sección 1ª, Disposiciones generales, art. 358, segundo párrafo)

## Tipos de representación
Tradicionalmente se distingue entre representacpersona jurídica".ión directa e indirecta y representación voluntaria o legal.
También es a través de esta figura que los menores, incapaces e interdictos, pueden hacer valer sus derechos u obligarse, de otra manera no tendrían posibilidad de actuar en el ámbito del Derecho Válidamente. De igual manera es de vital importancia para las personas Jurídicas o Morales, ya que como sabemos se trata de entes idearios, que solo tienen vida en el mundo de las ideas y pensamientos, por lo cual necesariamente entes físicos deben actuar en su nombre y representación. Dados estos tres supuestos en donde encontramos claramente la figura de la representación, podemos decir que existen tres tipos, a saber: 
- Representación voluntaria o convencional.
- Representación legal.
- Representación orgánica.

La representación voluntaria es aquella donde intervienen los particulares capaces para que por medio de un negocio de apoderamiento una persona dote de facultades de actuación jurídica a otra, para que en su nombre y representación, celebre todos los actos jurídicos que sean de interés de la primera, y tengan todos los efectos jurídicos dentro de su esfera patrimonial, jurídica o bien familiar. Siempre y cuando no se trate de actos personalísimos en los cuales no se pueden delegar facultades, ejemplo de ellos son el Sufragio Político, el derecho a dejar un testamento, la representación en el caso de una audiencia de avenencia en un Divorcio, etc.
La representación legal es aquella figura a través de la cual los menores, incapaces e interdictos pueden ejercitar sus derechos y cumplir con sus obligaciones, 
de otra manera no podrían actuar en ámbito jurídico con plena validez y con ello se haría un gran perjuicio y menoscabo de sus derechos, dejándolos en un estado de completa indefensión al no poder exigir sus derechos o prestaciones, ni obligarse en la medida que quisieran.

## Regulación por países

### México
En el Derecho mexicano se le considera en términos generales, como el hecho de que una persona tenga facultades de obligarse o de poder exigir alguna prestación de otra persona, por medio de una designación hecha por ministerio de ley o por la persona que deba dotarla de esa facultad, y las consecuencias 
que generen dicho hecho repercutirán necesariamente en la esfera jurídica de la persona a quien la ley hizo la designación o bien la persona que hizo esa designación. Para el maestro Ernesto Gutiérrez y González la representación es: "El medio que determina la ley o de que dispone una persona capaz para obtener, utilizando de otra persona capaz, los mismos efectos jurídicos que si hubiera actuado el capaz, o válidamente un incapaz". Para Miguel Ángel Zamora y Valencia la representación es: "La figura jurídica que permite alterar o modificar el ámbito personal o patrimonial de una persona, por la actuación de otra persona capaz, que actúa siempre a nombre de la primera".
La representación orgánica es también una figura de gran importancia para las personas jurídicas o morales, ya que estas son un ente moral, no físico, no existiría manera de que se administraran o representaran en juicio, ni tampoco habría manera de que se obligaran o que pudieran exigir un derecho o prestación. Es por ello que la representación orgánica se vuelve esencial para la persona moral ya que necesariamente debe expresar su voluntad por medio de un ente físico, y para ello debe concretar un órgano administrativo conformado de personas que puedan modificar su realidad, es decir personas físicas, a quienes les brinda a través de un negocio de apoderamiento (poder notarial o bien cláusulas dentro del acta constitutiva), facultades para que en su nombre y representación se obliguen o exijan prestaciones en su nombre para así poder realizar su objeto social.

### Chile
En la legislación chilena, la voluntad, requisito de existencia de todo acto jurídico, puede manifestarse personalmente o a través de otra persona, que se denomina representante.
Existe representación, entonces, cuando un acto jurídico es celebrado por una persona en nombre y por cuenta de otro, en condiciones tales que los efectos se producen directa e inmediatamente para el representado, como si este hubiera celebrado el acto jurídico. La podemos definir, entonces, como una modalidad del acto o contrato, en virtud de la cual, lo que una persona ejecuta o celebra a nombre de otra, estando facultada por esta o por la ley para representarla, se radica en el patrimonio de la segunda.
La consagración positiva de la representación la visualizamos en dos artículos fundamentales del Código Civil chileno: los arts. 43 y 1448. Especial importancia tiene esta institución, dado que en su virtud los incapaces absolutos (siempre) y los incapaces relativos (usualmente) pueden actuar en el mundo jurídico. Asimismo, permite a los plenamente capaces actuar en diversas partes a la vez, jurídicamente hablando: estamos ante una verdadera ubicuidad jurídica.